# فرودگاه نوم
 فرودگاه نوم (به انگلیسی: Nome Airport) یک فرودگاه همگانی بهره‌برداری هوایی با کد یاتا OME است که یک باند فرود آسفالت دارد و طول باند آن ۱۷۰۰ متر است. این فرودگاه در شهر نوم، آلاسکا کشور ایالات متحده آمریکا قرار دارد و در ارتفاع ۱۱ متری از سطح دریا واقع شده است.